# دير الجثاليق
دير الجثاليق هو اسم دير نسطوري يقع في جوار مدينة مسكن العراقية جنوب سامراء في العراق، ويسمى اليوم "تل الدير" ويبعد عن قرية سميكة حوالي 6 كم.
وسمي الدير بهذا الاسم "الجثاليق" لأنه يحتوي على عدد من قبور الجثاليق المسيحيين (وكلمة جثاليق جمع لكلمة جاثليق) إذ دفن في كنيسة دير الجثاليق العديد من بطاركة كنيسة المشرق منهم: طيموثاوس الأول، إيشوع بن نون [الإنجليزية]، كوركيس الثاني [الإنجليزية]، سابريشو الثاني [الإنجليزية]، ثيودوسيوس، سرجيوس [الإنجليزية].
ودارت بالقرب منها معركة دير الجثاليق في تشرين الثاني (نوفمبر) 691م ضمن الحرب الأهلية التي اندلعت بعد وفاة معاوية بن أبي سفيان. وفيها قُتل مصعب بن الزبير وإبراهيم بن الأشتر على يد قوات الدولة الأموية بقيادة الحجاج بن يوسف الثقفي.